# Boston Heights (California)
Boston Heights es un área no incorporada ubicada en el condado de Los Ángeles en el estado estadounidense de California.

## Geografía
Boston Heights se encuentra ubicada en las coordenadas 34°3′35″N 118°11′43″O / 34.05972, -118.19528.